# Filozofie Pythonu
Programovací jazyk Python byl navržen s velkým důrazem na produktivitu programátorů. Hlavní principy, které při návrhu jazyka prosazuje Guido van Rossum (tvůrce Pythonu), stručně shrnul dlouholetý pythonýr Tim Peters do podoby Zen of Python – 20 aforismů, z nichž bylo zapsáno pouze 19:

The Zen of Python, by Tim Peters
- Beautiful is better than ugly.
- Explicit is better than implicit.
- Simple is better than complex.
- Complex is better than complicated.
- Flat is better than nested.
- Sparse is better than dense.
- Readability counts.
- Special cases aren't special enough to break the rules.
- Although practicality beats purity.
- Errors should never pass silently.
- Unless explicitly silenced.
- In the face of ambiguity, refuse the temptation to guess.
- There should be one—and preferably only one—obvious way to do it.
- Although that way may not be obvious at first unless you're Dutch.
- Now is better than never.
- Although never is often better than right now.
- If the implementation is hard to explain, it's a bad idea.
- If the implementation is easy to explain, it may be a good idea.
- Namespaces are one honking great idea — let's do more of those!

(volný překlad)
- Krásný je lepší než ošklivý.
- Explicitní je lepší než implicitní.
- Jednoduchý je lepší než složitý.
- Složitý je lepší než komplikovaný.
- Plochý je lepší než zanořený.
- Řídký je lepší než hustý.
- Na čitelnosti záleží.
- Zvláštní případy nejsou dost zvláštní na to, aby ospravedlnily porušení pravidel.
- Ačkoliv praktičnost vyhrává nad čistotou.
- Chyby by nikdy neměly projít potichu.
- Pokud nejsou záměrně zamlčeny.
- Pokud se setkáš s nejednoznačností, odolej pokušení odhadovat.
- Měl by existovat jeden — a pokud možno pouze jeden — zřejmý způsob jak to udělat.
- Ačkoliv tento způsob nemusí být hned zřejmý, pokud nejsi Holanďan.
- Teď je lepší než nikdy.
- Ačkoliv nikdy je často lepší než právě teď.
- Pokud lze implementaci vysvětlit jen s obtížemi, jde o špatnou myšlenku.
- Pokud lze implementaci vysvětlit snadno, mohla by to být dobrá myšlenka.
- Jmenné prostory jsou jednou z velkých myšlenek — jen víc takových!

Anglický originál textu se vypíše, pokud v interaktivním režimu uživatel zadá příkaz >>> import this. Podobným legráckám a nečekaným věcem umístěným do programů se říká velikonoční vajíčko.